# 警犬隊總部暨警察搜查隊訓練學校
警犬隊總部暨警察搜查隊訓練學校（英文：Police Dog Unit Headquarters and Force Search Unit Training School）於2003年5月3日啟用，隸屬於香港警務處行動處重點及搜查組，為警犬隊總部、警犬訓練學校（英文：Police Dog Training School）暨警察搜查隊的主要訓練培育機構。由於警犬隊與警察搜查隊同樣屬於重點及搜查組，兩隊一向在行動上合作緊密，故此警犬隊總部暨警察搜查隊訓練學校啟用後，雙方能夠共同享用訓練資源，並且提升行動效率及專業水平。

## 歷史

### 警犬隊
警犬隊於1949年成立，當時的警犬只在新界服役，應用於香港邊境禁區的巡邏任務，總部設於粉嶺芬園營（今警察駕駛及交通訓練科學校）。《警犬巡邏計劃》獲得證實奏效後，警犬隊決定擴充規模，於1956年將總部遷移至元朗八鄉警署，於1964年再遷移至同警區的屏山警署，同時，其他警署開始加設犬舍。
1995年，警犬隊總部遷移至粉嶺前皇后山軍營西部（現為皇后山邨），於2001年再遷移往九龍灣祥業街的臨時基地。

### 警察搜查隊
警察搜查隊成立初期，訓練班借用位於九龍彩虹的偵緝訓練學校課室及地方進行實習。1995年，第一所搜查訓練學校於新界北區粉嶺前皇后山軍營東部（現為山麗苑）設立，其後搬遷至九龍灣原政府飛行服務隊總部的臨時訓練學校。至2003年10月，遷往警犬隊總部暨警察搜查隊訓練學校。

### 警犬隊總部暨警察搜查隊訓練學校
2001年5月31日，策劃及發展部總警司榮麗珊出席立法會工務小組委員會會議，該委員會其後向財務委員會建議及通過警犬隊總部暨警察搜查隊訓練學校的建築工程撥款。
2003年5月3日，時任警務處副處長（行動）鄧竟成主持警犬隊總部暨警察搜查隊訓練學校的開幕典禮。
2011年3月18日，警務處助理處長（行動處）黃志雄於搜查訓練學校為到歷史園地（英文：History Corner）主持開幕儀式。歷史園地展示以往搜查行動的記錄及退役的裝備。

## 設施
警犬隊總部暨警察搜查隊訓練學校由多幢樓高3層的建築物組成，另外包括其他設施以及戶外地方。

### 警犬隊總部
警犬隊總部通常駐守有逾81隻警犬，主要為訓練中、療養中及退役警犬；警犬隊總部項目由策劃及發展部盧嘉敏警司率領的小組負責統籌，並且由警犬隊人員和愛護動物協會義工共同設計及就項目的設施提出意見。警犬隊總部設施包括：
- 辦公大樓
- 狗房，共70所，最多可以容納112隻警犬；每所狗房面積達13平方米，其中7米為戶外用所，並且設有通風設備。
- 檢疫狗房
- 配種中心
  - 生產房
  - 幼犬室，設有空氣調節設備。
- 獸醫設備
  - X光室
  - 警犬診症室，手術床可以調校高低，而且能夠變成勾形，將警犬固定在床上，亦可以將手術床的溫度調節，避免警犬於手術進行時因為失溫死亡。
  - 警犬手術室
  - 警犬康復室[2][3]
- 課室
- 室內訓練設施
- 模擬訓練場地[4]
- 戶外操場[3]。

### 警察搜查隊訓練學校
警察搜查隊訓練學校設有辦公大樓、模擬商業及家居的場所，及儲存有各種在保安搜查行動中所使用的先進及精密的儀器。教官可以利用閉路電視監察及指導學員。

### 其用
- 飯堂
- 洗衣房
- 槍房

## 環境保護
警犬隊總部暨警察搜查隊訓練學校範圍內採用有機方法種植了大量樹木及其他植物，以減低炎夏時高溫對警犬的身體狀態，並且可以緩衝及阻隔牠們所發出的噪音。此外，警犬隊總部暨警察搜查隊訓練學校以太陽能光伏板發電及提供熱水，又採用大面積的玻璃窗以充分地引入天然光線，以節約能源及符合環境保護和成本效益